# 惨事のおやつ
『惨事のおやつ』は、漫☆画太郎による日本の漫画作品。1990年『週刊少年ジャンプ』30号に読切として掲載された。2014年現在この作品は単行本未収録作品である。

## あらすじ
毒入りお菓子事件が発生し子どもを持つ主婦たちは不安に陥っていた。そんな主婦たちの一人、山田さんが家に戻ったところまんじゅうを食べたと思われる子どもの太郎と次郎が苦しんでいた。慌ててQQ車（救急車）を呼ぶ母だが、実は息を長く止めていた方がまんじゅうを食べる権利があるといって息止め勝負していただけであったのだった。

## 登場人物
山田太郎
苦しそうな様子だが実は息止め勝負していた。
山田次郎
太郎の弟で同じく息止め勝負していた。
太郎の母
主婦たちと毒まんじゅうのことで井戸端会議をしていた。